# Jochem Uytdehaage
Jochem Simon Uytdehaage (Utrecht, 9 de julio de 1976) es un deportista neerlandés que compitió en patinaje de velocidad sobre hielo. 
Participó en los Juegos Olímpicos de Salt  Lake City 2002, obteniendo tres medallas: oro en 5000 m, oro en 10 000 m y plata en 1500 m.
Ganó una medalla de oro en el Campeonato Mundial de Patinaje de Velocidad sobre Hielo de 2002 y una medalla de oro en el Campeonato Mundial de Patinaje de Velocidad sobre Hielo en Distancia Individual de 2003. Además, obtuvo tres medallas en el Campeonato Europeo de Patinaje de Velocidad sobre Hielo entre los años 2002 y 2005.

## Palmarés internacional
| Juegos Olímpicos                           | Juegos Olímpicos                | Juegos Olímpicos  | Juegos Olímpicos      |
| Año                                        | Lugar                           | Medalla           | Prueba                |
| ------------------------------------------ | ------------------------------- | ----------------- | --------------------- |
| 2002                                       | Salt Lake City (Estados Unidos) | Medalla de oro    | 5000 m                |
| 2002                                       | Salt Lake City (Estados Unidos) | Medalla de oro    | 10 000 m              |
| 2002                                       | Salt Lake City (Estados Unidos) | Medalla de plata  | 1500 m                |
| Campeonato Mundial                         |                                 |                   |                       |
| Año                                        | Lugar                           | Medalla           | Prueba                |
| 2002                                       | Heerenveen (Países Bajos)       | Medalla de oro    | Clasificación general |
| Campeonato Mundial en Distancia Individual |                                 |                   |                       |
| Año                                        | Lugar                           | Medalla           | Prueba                |
| 2003                                       | Berlín (Alemania)               | Medalla de oro    | 5000 m                |
| Campeonato Europeo                         |                                 |                   |                       |
| Año                                        | Lugar                           | Medalla           | Prueba                |
| 2002                                       | Erfurt (Alemania)               | Medalla de oro    | Clasificación general |
| 2004                                       | Heerenveen (Países Bajos)       | Medalla de bronce | Clasificación general |
| 2005                                       | Heerenveen (Países Bajos)       | Medalla de oro    | Clasificación general |